# Poa diversifolia
Poa diversifolia är en gräsart som först beskrevs av Pierre Edmond Boissier och Bal., och fick sitt nu gällande namn av Eduard Hackel och Pierre Edmond Boissier. Poa diversifolia ingår i släktet gröen, och familjen gräs. Inga underarter finns listade i Catalogue of Life.